# Ендрю Фішер
Ендрю Фішер (англ. Andrew Fisher; 29 серпня 1862 — 22 жовтня 1928) австралійський політичний діяч, п'ятий Прем'єр-міністр Австралії (займав посаду тричі).

## Молоді роки
Фішер народився у Кроссхаусі, шахтарському селищі поблизу Кілмарноку, Східний Ейршир, Шотландія. Він був другим з восьми дітей Роберта Фішера та Джейн Гарвін. Освіту Фішер здобував у вечірній школі, а також шляхом вивчення літератури у бібліотеці. Він почав працювати у віці 13 років у Кроссхаусі на вугільній шахті. У 17 років його було обрано секретарем місцевого відділення Союзу Шахтарів Эйрширу. Це був його перший крок на шляху до політики. 1881року Союз оголосив страйк, метою якого було збільшено заробітної платні на 10 відсотків, але результат був невдалим, і в результаті Фішер втратив свою роботу. Пізніше він знайшов роботу на іншій шахті. Там він знову закликав шахтарів боротися за більш високу зарплатню (1885). Цього разу його не тільки було звільнено, але й переміщено до «чорного списку».
Неспроможний знайти роботу, Фішер та його брат мігрував до Квінсленду у 1885. Незважаючи на переїзд з батьківщини, Фішер зберіг винятковий шотландський акцент на все життя. На новому місці Фішер продовжував працювати шахтарем, спочатку у Бурремі, а потім у Джимпі. 1891 року він став водієм машини, що здійснювала спуски та підйоми з шахти. Того ж року його було обрано керівником профспілки водіїв.

## Член парламенту

### Квінслендський Парламент
У 1891 Фішера було обрано першим президентом відділення Лейбористської партії Джимпі у Квінсленді. 1893 року його було обрано до Квінслендських Законодавчих зборів, та до наступного року став заступником лідера партійної організації. Під час своєї першої промови він висловив прагнення до 50-відсоткового скорочення військових витрат і висловив підтримку федерації. Після скандалу, в якому його супротивник Джейкоб Стамм звинуватив його у революційних настроях та антикатоліцизмі у 1896, він втратив своє місце, а звинувачення було розтиражовано місцевими ЗМІ.
1896 ж року було започатковано газету Правда Джимпі, яка стала друкованим органом лейбористів, та яка виправдала Фішера у очах загалу. Газета відіграла значну роль у поверненні Фішера до парламенту 1899 року.

### Федеральний парламент

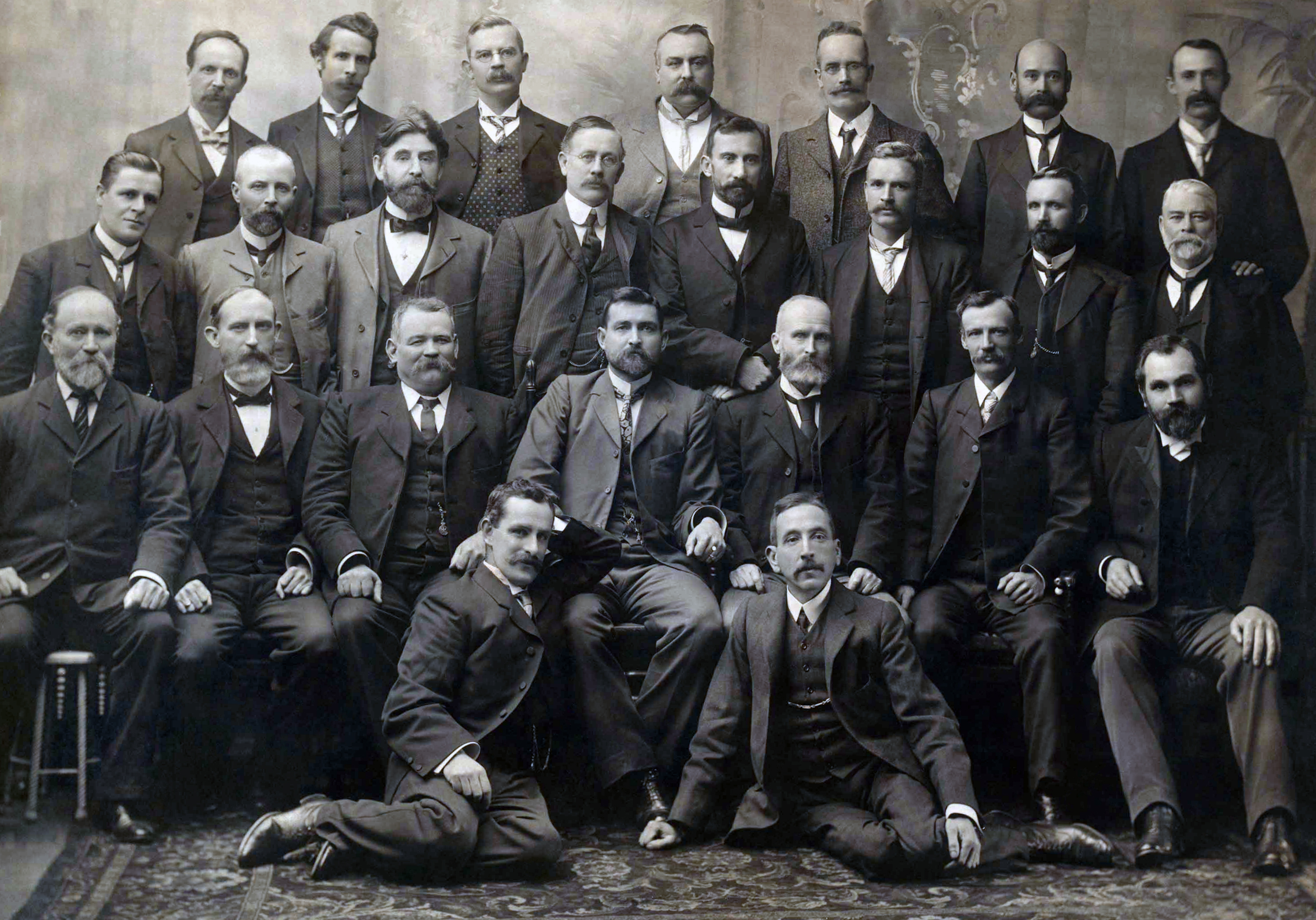
Лейбористи — члени парламенту під час складання присяги 1901 року, включаючи Кріса Вотсона, Фішера, Біллі Г'юза та Франка Тудора.

Фішер був поступовим прихильником федерації, цю позицію він висловив на референдумі у Квінсленді 1899 року. 1901 року Фішер разом із Лейбористською партією пройшов до федерального парламенту.
Під час федеральних виборів 1903 року Лейбористська партія покращила своє становище і отримала достатньо місць, щоб зрівнятись з двома іншими силами у парламенті. Коли уряд Дікіна пішов у відставку 1904, Джордж Рід відмовився займати свій пост, що призвело до приходу у владу Лейбористської партії з Крісом Вотсоном на чолі. Фішер продемонстрував свої здібності на посаді міністра торгівлі і митниці в уряді Вотсона. 1905 року його було висунуто на посаду заступника голови Лейбористської партії.
Після федеральних виборів 1906 року Альфред Дікін залишився на посту прем'єра, незважаючи на той факт, що лейбористи отримали значно більше місць, ніж прихильники протекціонізму. Разом з тим Фішер більше знався на фінансових питаннях, а також користувався значним авторитетом серед партійних функціонерів, проводив з ними наради «за зачиненими дверима».
Дікін, розуміючи, що не має більшості у парламенті намагався знайти підтримку серед лейбористів у різних галузях. Проте так і не знайшов спільної мови з більшістю. Тому, без підтримки Лейбористської партії уряд Дікіна пішов у відставку у листопаді 1908.

## Прем'єр-міністр

### Перший уряд 1908—1909
Фішер сформував свій перший уряд наприкінці 1908 року. Цей уряд прийняв закон «Про захист національного виробника», гарантував гідну заробітну платню робітникам, замовив три торпедні катери і здобув незалежність військово-морського флоту від флоту Великої Британії під час бойових дій.
У травні 1909 Альфред Дікін повернувся на пост прем'єр-міністра, оскільки Фішер не зміг переконати Генерал-губернатора розпустити Парламент.

### Другий уряд 1910—1913
Під час федеральних виборів 1910 року Лейбористська партія отримала сімнадцять додаткових місць (це дало 43 місця з 75 у палаті представників і 22 з 36 — у Сенаті). Це дозволило Фішеру сформувати свій другий уряд. За три роки другого уряду Фішера було здійснено реформи (як у кількісному, так і у якісному відношенні), які не було перевершено у Співдружності до 1940-их років.
Фішер провів значні реформи у галузях оборони, конституційних питань, фінансів, транспорту і соціального забезпечення. Крім того він досягнув більшості з тих цілей, які ставив перед собою під час першого урядування, таких як: встановлення допомоги на народження дітей, випуск перших паперових грошей Австралії, реформування флоту, початок будівництва Трансавстралійської залізниці, розширення Високого суду, заснування Канберри.
Під час федеральних виборів 1913 року Ліберальна партія на чолі з Джозефом Куком перемогла лейбористів з перевагою у один голос. Тоді ж Фішер перейменував свою партію на Робочу Силу.

### Третій уряд 1914—1915
Під час передвиборчої кампанії 1914 року Фішер зробив акцент на незалежності оборонної галузі, і пообіцяв, що держава буде боротись за всіх: до останньої людини, до останнього шилінгу. Робоча сила перемогла на виборах, і Фішер сформував свій третій уряд.
Фішер пішов з посади Прем'єр-міністра і Парламенту 27 жовтня 1915. Три дні по тому закриті збори Робочої сили обрали Біллі Г'юза лідером парламентської фракції.

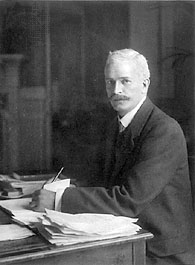
Фішер як Верховний комісар.

## Останні роки
Зрештою Фішеру стало нецікаво брати участь у великій політиці. У 1922 він поїхав до Лондона і прожив там до кінця свого життя. У останні роки Фішер почав втрачати здоровий глузд та чистоту свідомості. Доходило до того, що він не міг написати власне ім'я. Він серйозно захворів на грип у вересні 1928 і помер через місяць. Його поховано на цвинтарі Green Fortune у Західному Хемпстеді.

## Почесті

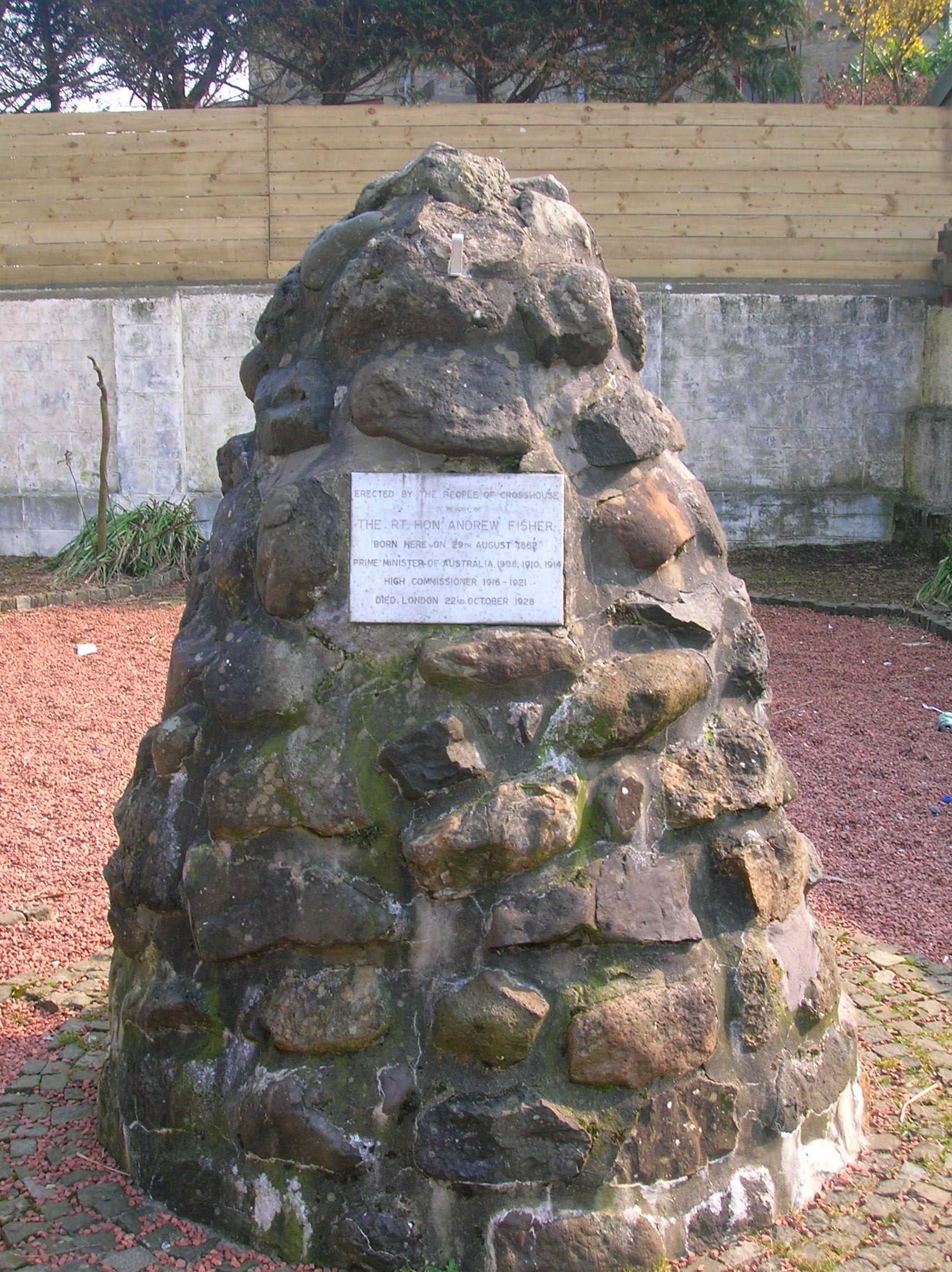
Пам'ятник Ендрю Фішеру в Ейрширі.

Наприкінці Першої світової війни Франція нагородила його Орденом Почесного Легіону. Одне з передмість столиці Австралії також було названо на його честь. У місці його народження наприкінці 1970-их було створено меморіальний сад, який також було присвячено Фішерові.
У 1972 році його було зображено на поштовій марці, випущеній Поштою Австралії.